# Edmund Puchner
Edmund Puchner (* 12. Juli 1932 in Axams; † 9. Januar 2014) war ein in München tätiger akademischer Bildhauer und Maler.

## Leben und Werk
Nach einer Lehre in der Tiroler Glasmalerei (1945) und folgender Ausbildung zum Steinbildhauer kam Puchner 1954 nach München. Dort studierte er bis 1961 an der Akademie der bildenden Künste München. Er war Meisterschüler bei Anton Hiller und Georg Brenninger und Stipendiat des Freistaates Bayern. Ab 1962 arbeitete er als freischaffender Bildhauer und Maler in München-Schwabing, von 1985 bis 2011 in seinem Atelier mit Skulpturengarten in der Keferstraße. Das Anwesen hatte er 1980 von einem Landschaftsgärtner übernommen und das darauf befindliche Gebäude und die Schuppen zum Atelier- und Wohnhaus hergerichtet. Unter anderem verwendete er dabei die Dachziegel aus dem in der Nachbarschaft sich befindlichen Haus von Olaf Gulbransson. 2011 wurde das Anwesen abgerissen.

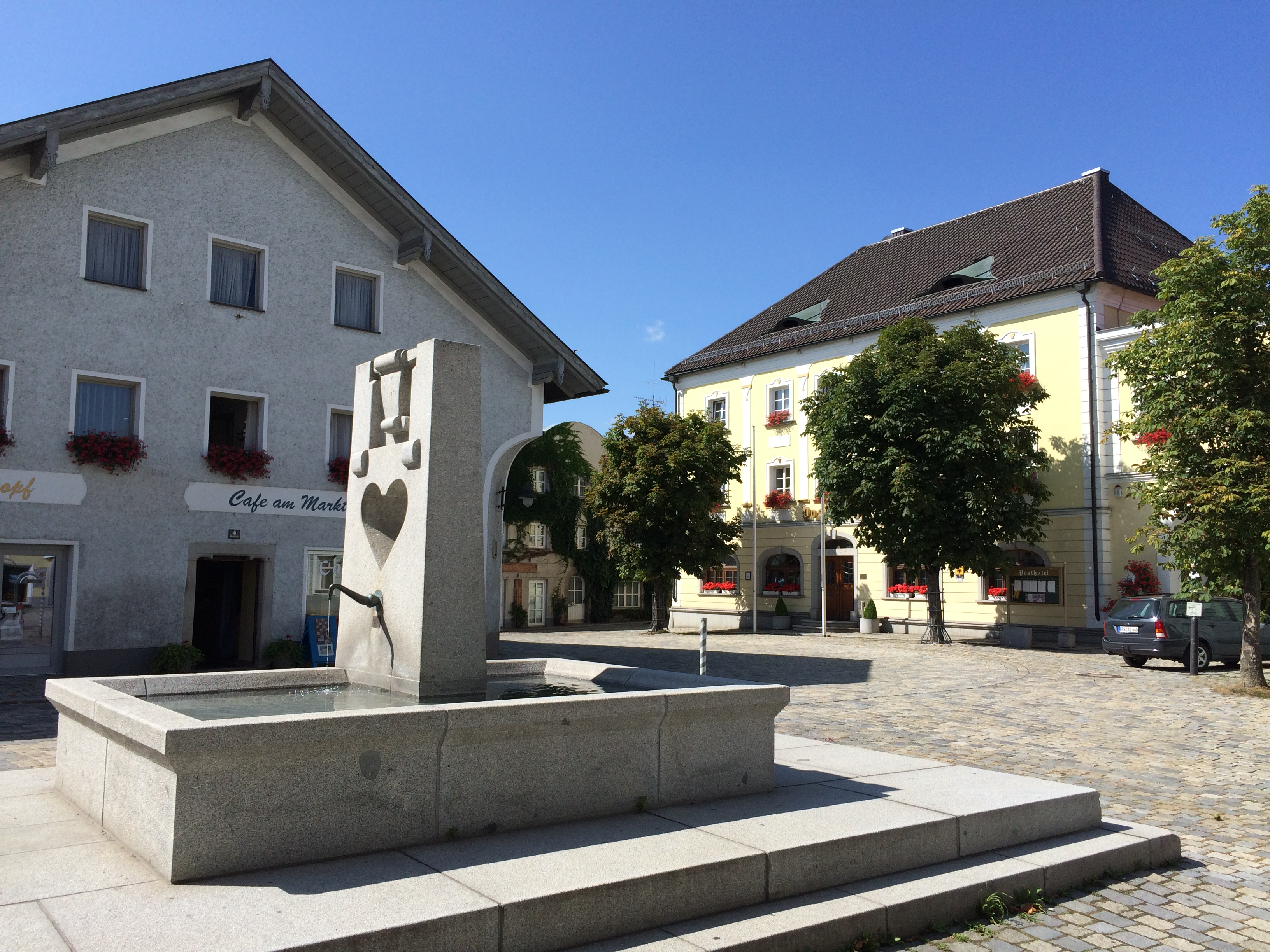
Marktbrunnen in Röhrnbach, 1990

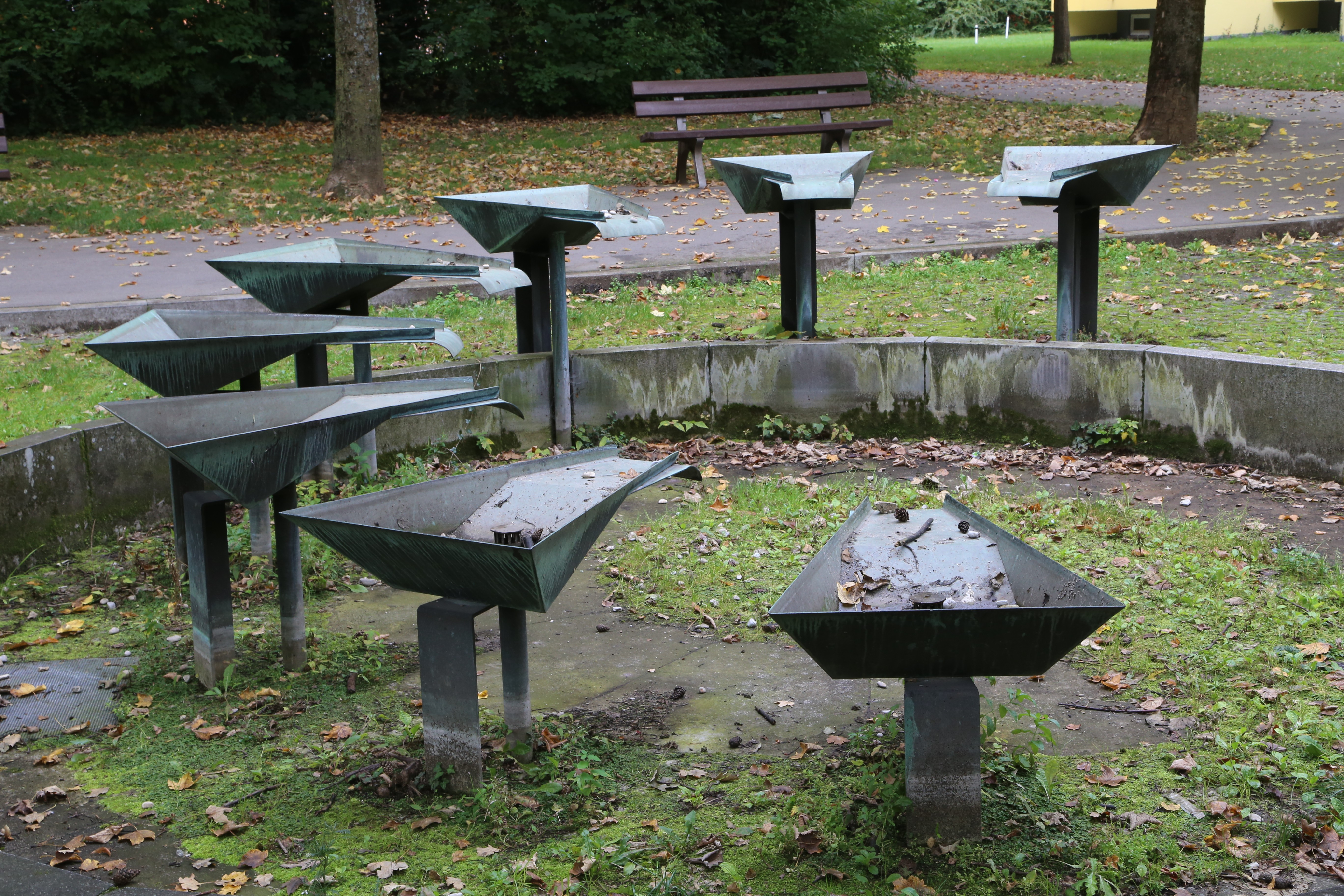
Wasser-Xylophon, Karl-Marx-Ring 27 München, 1970

Früh schon nahm Edmund Puchner an geladenen und freien Wettbewerben teil und erhielt dafür zahlreiche Preise, darunter den ersten Preis für das Andreas-Hofer-Denkmal in Mantua (das aber nicht realisiert wurde). Weiterhin entwickelte er zahlreiche Kunstwerke im öffentlichen Raum mit architektonischer Platzgestaltung in München, Bayern und Baden-Württemberg. Wichtige Arbeiten entstanden dabei in Zusammenarbeit mit dem Büro Plankreis, darunter preisgekrönte Platzgestaltungen und Brunnen in Tittmoning sowie der Neue Marktplatz in Trostberg (1. Preis). Im Raum München schuf er Brunnen und Gestaltungen mit den Landschaftsarchitekten Gottfried und Toni Hansjakob (mehrere Brunnen in Neuperlach und Fasanengarten).
Von seiner handwerklichen und künstlerischen Gestaltungskraft zeugen einige Grabdenkmäler auf dem Münchner Israelitischen Friedhof, u. a. für die mit ihm eng befreundeten russischen Künstler Arkadi Chait und die Galeristenfamilie Winokurow. Auf dem Münchner Nordfriedhof schuf er 2003 einen Marmorstein mit farbig gefasster Pyramide für den Münchner Wissenschaftler Frederic Vester, mit dem ihn ebenfalls eine lange Freundschaft und geistiger Austausch verband.
Neben fast klassisch wirkenden Bronzen und Eisenplastiken arbeitete Edmund Puchner seit den 90er Jahren verstärkt an farbig gefassten Holzplastiken. Aus Lindenholz realisiert er spielerisch wirkende Formen, die balancierend miteinander wie Musik auf den Betrachter wirken. Parallel zum bildhauerischen Schaffen entstanden immer wieder malerische oder grafische Gestaltungen. Die Werke stehen zueinander im Dialog und bauen Spannung und vielseitige Farb- und Formensprache auf.
Ein sensibles Porträt seiner Arbeit zeigt der Filmbeitrag von Richard C. Schneider "Der Künstler Edmund Puchner" (in: „Mythos Schwabing“. Bayerisches Fernsehen, April 2004).
Aus seiner ersten Ehe mit der Sollner Malerin und Glasmosaikenkünstlerin Felicitas Pütz entstammt die gemeinsame Tochter Christine (1960–2016), aus einer späteren Beziehung die Tochter Maja Eidmann-Bluhm (* 1967).
2013 heiratete Edmund Puchner in zweiter Ehe seine langjährige Gefährtin Gabriele Harrer. Seit seinem Tod im Januar 2014 werden seine Arbeiten und das letzte Atelier als Sammlung von Gabriele Harrer-Puchner weiter betreut und sollen der Öffentlichkeit auch weiter zugänglich bleiben. Eine Werkausgabe zu seinen wichtigsten Arbeiten ist in Vorbereitung.

## Ausstellungen
- 1995: Edmund Puchner und Franz Rumer. Gemeinschaftsausstellung, Tiroler Kunstpavillon, Innsbruck
- 1996: Mitglieder der Tiroler Künstlerschaft, u. a. Edmund Puchner. Gruppenausstellung, Tiroler Kunstpavillon, Innsbruck

## Auszeichnungen
- Ehrenpreis der Stadt Innsbruck
- 2011: Schwabinger Kunstpreis[5]
- 2014: Ehrenmitgliedschaft Tiroler Künstlerschaft

## Werke im öffentlichen Raum (Auswahl)
- Brunnen im Cosimapark, München
- Brunnen in der Fasanenparksiedlung, München
- Brunnen in der Heßstraße, München
- Brunnen in der Schützenstraße, München
- Marktbrunnen, Röhrnbach, 1990
- Platzgestaltung und Brunnen, Tittmoning
- Platzgestaltung und Taubenbrunnen, Granit und Bronze, Neuer Marktplatz, Trostberg, 1988[6]
- Brunnen Wasser-Xylophon, Granit und Bronze, Karl-Marx-Ring 27, München Perlach, 1970[7]
- Grabdenkmal Arkadi Chait, Neuer Israelitischer Friedhof München
- Grabdenkmal Galeristenfamilie Winokurow, Neuer Israelitischer Friedhof München
- Grabdenkmal Frederic Vester, Nordfriedhof München, 2003[4][5]